# Долматов, Илья Александрович
Илья Александрович Долматов (укр. Ілля Олександрович Долматов, позывной — Бэтмен; 18 декабря 1993, Каховка — 30 августа 2023) — украинский военнослужащий, старший солдат, участник российско-украинской войны. Герой Украины (2024, посмертно).

## Биография
Родился в городе Каховка Херсонской области. В 2014 году, в возрасте 19 лет, добровольно вступил в ряды Вооружённых сил Украины и участвовал в боях за Донецкий аэропорт. После службы жил в Киеве, где работал шеф-поваром в ресторане Veterano Pizza.
С началом полномасштабного вторжения России в Украину в 2022 году вновь стал на защиту страны. Участвовал в боях за Ирпень, а также в операциях на Харьковском, Донецком и Херсонском направлениях.
Погиб 30 августа 2023 года при выполнении боевого задания. Прощание состоялось в Киеве, похоронен на Лукьяновском кладбище.

## Награды
- Звание «Герой Украины» с удостоением ордена «Золотая Звезда» (15 июля 2024, посмертно) — за личное мужество и героизм, проявленные в защите государственного суверенитета и территориальной целостности Украины, верность военной присяге[4].
- Орден «За мужество» II степени (12 января 2024, посмертно) — за личное мужество и самоотверженные действия, проявленные в защите государственного суверенитета и территориальной целостности Украины[5].
- Орден «За мужество» III степени (21 июля 2022) — за личное мужество и самоотверженные действия, проявленные в защите государственного суверенитета и территориальной целостности Украины, верность военной присяге[6].